# Complot de Tablada
Se denomina Complot de Tablada a un episodio revolucionario, polémico, complejo y escasamente aclarado que tuvo lugar en Sevilla durante la última semana de junio de 1931. Estuvo protagonizado por Ramón Franco (conocido aviador y hermano de Francisco Franco), su amigo y compañero en el Vuelo del «Plus Ultra» Pablo Rada, el aviador militar capitán Antonio Rexach, el médico y líder anarquista Pedro Vallina y el andalucista Blas Infante, todos ellos candidatos del Partido Republicano Revolucionario a las elecciones constituyentes de 1931. Participaron igualmente militares de la Base Aérea de Tablada, como el capitán Juan Galán Arrabal, los sargentos Emilio Macero Pérez y Francisco Palacios Martos o los cabos Diego Ponce Ruiz y Juan Santana Cano, entre otros.

## Desarrollo
Ramón Franco, a la sazón director general de Aeronáutica del gobierno provisional republicano, utilizaba la base aérea de Tablada para la campaña del PRR. Mientras, se desarrollaban los mítines de este partido en diversos pueblos de la provincia de Sevilla. En uno de ellos, Lora del Río, se desplomó el día 24 el escenario donde se estaba celebrando un mitin, resultando heridos, entre otros que lo ocupaban, el comandante Galán y Franco. Pronto se rumoreó que la causa había sido un atentado. El personal militar de la base, que en los días anteriores había protagonizado una revuelta por el rancho, reaccionó con inquietud. El día 26 se produjo en Tablada una concentración de aviones procedentes especialmente del Protectorado español de Marruecos.
El 27 de junio, Miguel Maura, ministro de Gobernación, envió a Sevilla al general José Sanjurjo, a la sazón director general de la Guardia Civil, quien detuvo a los oficiales responsables de la base y a algunos otros, e intervino 600 bombas aparentemente preparadas para ser usadas por los conjurados. Declaró Maura que el motivo de enviar a Sanjurjo fue la campaña revolucionaria desarrollada por el PRR.
Por su parte, Blas Infante negó que tuvieran la intención de realizar actos de fuerza y mantuvo,  en cambio, que la intervención del Ministerio de Gobernación estaba destinada a boicotear su campaña electoral. Una investigación llevada a cabo en 2017 concluye que el complot sería un bulo ideado por militares monárquicos, aunque confirmando que hubo actos de indisciplina que, en opinión del autor del trabajo, no llegarían a constituir movimiento de sedición, rebelión o insurrección armada.
Los acontecimientos fueron juzgados en consejo de guerra en noviembre de 1933. Los implicados fueron condenados a diversas penas, excepto Ramón Franco, por su condición de aforado.